# Gilberto Silva
Gilberto Aparecido da Silva (Lagoa da Prata, Minas Gerais, 7 de octubre de 1976), más conocido como Gilberto Silva o simplemente Gilberto, es un exfutbolista brasileño que jugaba de volante central.
Gilberto Silva se crio en una familia pobre y de niño compaginó el fútbol con varios trabajos. Comenzó su carrera futbolística en 1997 en el América Mineiro, donde con sus buenas actuaciones logró el traspaso al Atlético Mineiro en 2000. Se convirtió en una estrella en el Atlético, jugando durante tres años en el Campeonato Brasileño de Serie A. Logró mayor fama al ayudar a la selección de fútbol de Brasil a ganar la Copa Mundial de fútbol de 2002, jugando los siete partidos que se disputaron.
En agosto de 2002 fichó por el Arsenal por 4,5 millones de euros, equipo con el que ganó la Premier League de 2004, y dos trofeos de FA Cup. En sus primeras cinco temporadas con el equipo, jugó 208 partidos y marcó 23 goles. El 19 de agosto de 2006 marcó el primer gol en competición oficial del Arsenal en el recién construido Emirates Stadium. Fue nombrado segundo capitán del Arsenal en 2006. En su etapa con los gunners, Gilberto Silva se reveló como uno de los mejores mediocentros defensivos de Europa. En 2007, fue seleccionado como capitán de Brasil en la Copa América, que ganó.

## Infancia
De niño, Gilberto Silva vivía en la localidad brasileña de Lagoa da Prata con sus padres y tres hermanas. Su familia vivía en una casa pequeña que había construido su padre, en el distrito de Usina Luciânia. A pesar de las dificultades financieras, que provocaron que tuviera que vivir con sus tres hermanas en la misma habitación, tuvo una infancia relativamente feliz, según el propio Gilberto Silva. 

My childhood was a time when I had no responsibility in my life, I played football on the street with cousins and friends, and we never had any contact with drugs or violence.
Mi infancia fue un tiempo en el que no tenía responsabilidades, jugaba al fútbol en la calle con mis primos y amigos, y nunca tuvimos ningún contacto con drogas ni violencia.
Entrevista del diario The Independent a Gilberto Silva.

En 1988 (a la edad de doce años), tuvo la oportunidad de salir de la pobreza jugando al fútbol, fichando con el América Mineiro como juvenil. Fue en estos años con el América Mineiro cuando Gilberto Silva recibió disciplina defensiva jugando como defensa central. Cuando no estaba jugando al fútbol, Gilberto Silva aprendió a fabricar muebles de su padre, habilidad que aprovecharía en los siguientes años. En 1991, el padre de Gilberto se retiró dejando al joven de quince años el mantenimiento financiero de la familia entera, una tarea más difícil debido a la mala salud de su madre.

We were a poor family and had to work hard. That's why, as a boy, I had to take those jobs as a labourer and in the factory. But I'm glad I had that tough start. It makes me identify with people who are not so lucky.
Éramos una familia pobre y tuvimos que trabajar duro. Por eso, cuando era un niño, tuve que trabajar como peón y en una fábrica. Pero estoy contento de haber tenido unos inicios duros. Me hace indentificarme con la gente que no es tan afortunada.
Entrevista del diario The Guardian a Gilberto Silva.

Debido a su bajo salario en el América Mineiro, se vio obligado a dejar el fútbol para trabajar como peón, carpintero y trabajador en una fábrica de dulces. Parecía que iba a ser el fin de su sueño de la infancia. Como obrero, Gilberto Silva ganaba el equivalente a alrededor de 60 euros al mes (el sueldo mínimo en Brasil en 2002). Después de tres años trabajando en una fábrica, el joven de 18 años decidió probar suerte otra vez en el fútbol uniéndose a la escuela de juveniles del equipo de su localidad. Su etapa en la escuela de juveniles no duró muhcho por el empeoramiento de la salud de su madre y volvió a trabajar en la fábrica de dulces con pocas esperanzas de continuar su carrera deportiva.

## Trayectoria

### América Mineiro
En 1997, los amigos de Gilberto Silva le convencieron para que diera al fútbol otra oportunidad, lo que le llevó a volver a firmar por el América Mineiro el 1 de junio de 1997, esta vez como profesional a tiempo completo. A los 22 años, Gilberto jugaba como central para el primer equipo. Durante su primera temporada en el América Mineiro era considerado un jugador clave en su equipo, pese a haber sido criticado por algunos fans por irregular. Ayudó al equipo a ganar la Serie B, y por tanto ascender a la Serie A.
Durante la tercera temporada de Gilberto en el América Mineiro, con el equipo de vuelta en la Serie B tras el descenso de la Serie A en 1999, jugó 20 partidos y marcó un gol, ayudando al equipo a terminar como subcampeones de liga. 

### Atlético Mineiro
En 2000, a los 24 años, fichó por el acérrimo rival Atlético Mineiro, club en el que había hecho las inferiores desde 1988 hasta 1993. En su primera temporada en el equipo, se rompió la tibia derecha y, como resultado, se perdió muchos partidos. En su segunda temporada, el entrenador Carlos Alberto Parreira lo utilizó como mediocentro defensivo en lugar de como defensa central, habituándose a la posición en la que posteriormente triunfó. Marcó tres goles en la temporada 2001 y se convirtió en el jugador revelación de la liga brasileña.

### Arsenal
La actuación de Gilberto Silva en la Copa Mundial de Fútbol de 2002 atrajo la atención de muchos entrenadores. Gilberto expresó su deseo de un traspaso a Inglaterra, declarando: «Sería fantástico poder jugar contra gente como David Beckham otra vez.» Como resultado, el Aston Villa y el Arsenal intentaron ficharlo. En agosto de 2002, cuando aún tenía contrato con el Atlético Mineiro, Gilberto se unió al Arsenal en su gira de pretemporada en Austria; aunque aún no había fichado por el Arsenal parecía que el acuerdo iba a salir adelante. Sin embargo, surgieron complicaciones cuando se impuso un bloqueo de traspasos en el Atlético Mineiro debido al impago de salarios de varios jugadores del equipo, entre los que se encontraba Gilberto Silva. También tuvo problemas en obtener un permiso de trabajo británico. Pese a las complicaciones, Gilberto acabó con las especulaciones y firmó por el Arsenal el 7 de agosto de 2002 en un fichaje de 4,5 millones de libras. Sobre el fichaje de Gilberto Silva, el entrenador del Arsenal Arsène Wenger declaró: «Lo que me gusta es que hace las cosas fáciles. Puede jugar en todo el centro del campo, pero donde mejor lo hace es delante de la defensa.»

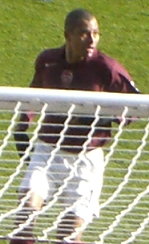
Gilberto Silva defendiendo en un corner para el Arsenal en Highbury en abril de 2006.

Cuando Gilberto se mudó a Inglaterra y empezó a entrenar con el Arsenal, compró una casa en St Albans, en el sur de Hertfordshire. Estando acostumbrado a vivir en pequeñas ciudades brasileñas, al principio le costó adaptarse a su nuevo modo de vida en Londres. Sin embargo, en el terreno de juego se adaptó rápidamente. El 11 de agosto de 2002 hizo su debut con el Arsenal como suplente frente al Liverpool en el segundo tiempo del partido de FA Community Shield en el que marcó el gol de la victoria. Cuando empezó la Premier League 2002/03, Gilberto afrontó la competición en el centro del campo junto a su compatriota Edu. Tras dos apariciones como suplente, Gilberto finalmente se metió en el once inicial el 27 de agosto, ayudando al Arsenal a ganar por 5-2 al West Bromwich Albion. Su buena forma continuó y batió el récord del gol más rápido marcado en la Copa de Campeones de la UEFA, marcando tras 20,07 segundos frente al PSV el 25 de septiembre de 2002. No obstante, sus problemas legales continuaron, dado que su traspaso a Inglaterra no estaba del todo resuelto. Como resultado, Gilberto mandó a sus abogados iniciar procesos legales contra el Atlético Mineiro por impagos en sueldos en noviembre de 2002. A mediados de la temporada 2002/03 se había ganado un puesto de titular con la elástica del Arsenal. Aunque tuvo un bajón de rendimiento hacia el final de la temporada, ganó la FA Cup, jugando la final en el Millennium Stadium, donde el Arsenal batió al Southhampton por 1-0.
La del 2003/04 fue una temporada incluso mejor para Gilberto Silva, siendo una pieza clave para el título de Premier League del Arsenal, que consiguió manteniéndose imbatido durante toda la temporada. Jugó en 32 de los 38 partidos de Premier League durante la temporada. La siguiente temporada comenzó igualmente bien, y marcó el primer gol en la victoria por 3-1 en la FA Community Shield ante el Manchester United en el Millenium Stadium. Durante los primeros partidos de la temporada, empezó a sentir varios dolores en la espalda, y tras un partido ante el Bolton Wanderers el 27 de septiembre de 2004, un escáner reveló que se había fracturado la espalda. Al principio se dijo que quedaría fuera del terreno de juego un mes. Las pruebas posteriores sugerían que la lesión podía dejarle fuera toda la temporada.

If you never give up then you always have a chance, and they got a great example from a World Cup winner. You only have to see where Gilberto was when we got the ball back and where he was when he scored his goal. Remember this is a guy who has won everything.
Si nunca te rindes siempre tienes una oportunidad, y tuvieron un gran ejemplo de un ganador de la Copa del Mundo. Solo tienes que ver dónde estaba Gilberto cuando tuvimos el balón atrás y dónde estaba cuando marcó su gol. Recuerda que es un chico que lo ha ganado todo.
Arsène Wenger

El médico de Gilberto le mandó llevar un soporte para la espalda durante tres meses para ayudar a soldar el hueso roto. Gilberto volvió a su Brasil natal durante su rehabilitación. Durante su estancia allí, dudó sobre si podría volver a jugar al fútbol, con especulaciones sobre si su lesión podría acabar su carrera. Pese a estas preocupaciones, su larga rehabilitación le llevó a una recuperación completa. Hizo su vuelta al fútbol en la victoria por 4-1 del Arsenal frente al Norwich City el 22 de abril de 2005. Durante la temporada 2004/05 completa, Gilberto estuvo lesionado 7 meses y jugó solo 17 partidos. Su ausencia, junto con la baja forma del Arsenal en ese momento, llevó a muchas discusiones sobre su importancia en el Arsenal, algunas sugiriendo que el Arsenal se hundía sin él. La difícil temporada 2004/05 acabó con una consolación con el subcampeonato de la Premier League del Arsenal y la victoria en la FA Cup frente al Manchester United en la tanda de penales.
En junio de 2005, el agente de futbolistas Jacques Lichtenstein llevó al Atlético Mineiro al juzgado por el traspaso de Gilberto en 2002. El abogado de Lichtenstein argumentó que ni él ni su compañero informal Ronny Rosenthal habían recibido nunca la comisión acordada del 10% por el traspaso de 4,5 millones de libras al Arsenal desde el Atlético Mineiro en julio de 2002. Arsène Wenger y el vicepresidente del Arsenal David Dein prestaron declaración en el juzgado, declarando que el Arsenal había tratado directamente con el Atlético Mineiro, y que no había ningún agente implicado en el acuerdo. El caso fue presidido por el juez Raymond Jack, que el 29 de junio falló en contra de Lichtenstein, y ordenó a los demandantes pagar al Atlético Mineiro 94 000 libras por costes legales. Un año más tarde, el caso pudo crear problemas al Arsenal, cuando el antiguo jugador del club Ashley Cole criticó al equipo por su «hipocresía y doble rasero» por la forma en la que se acercaron a Gilberto.

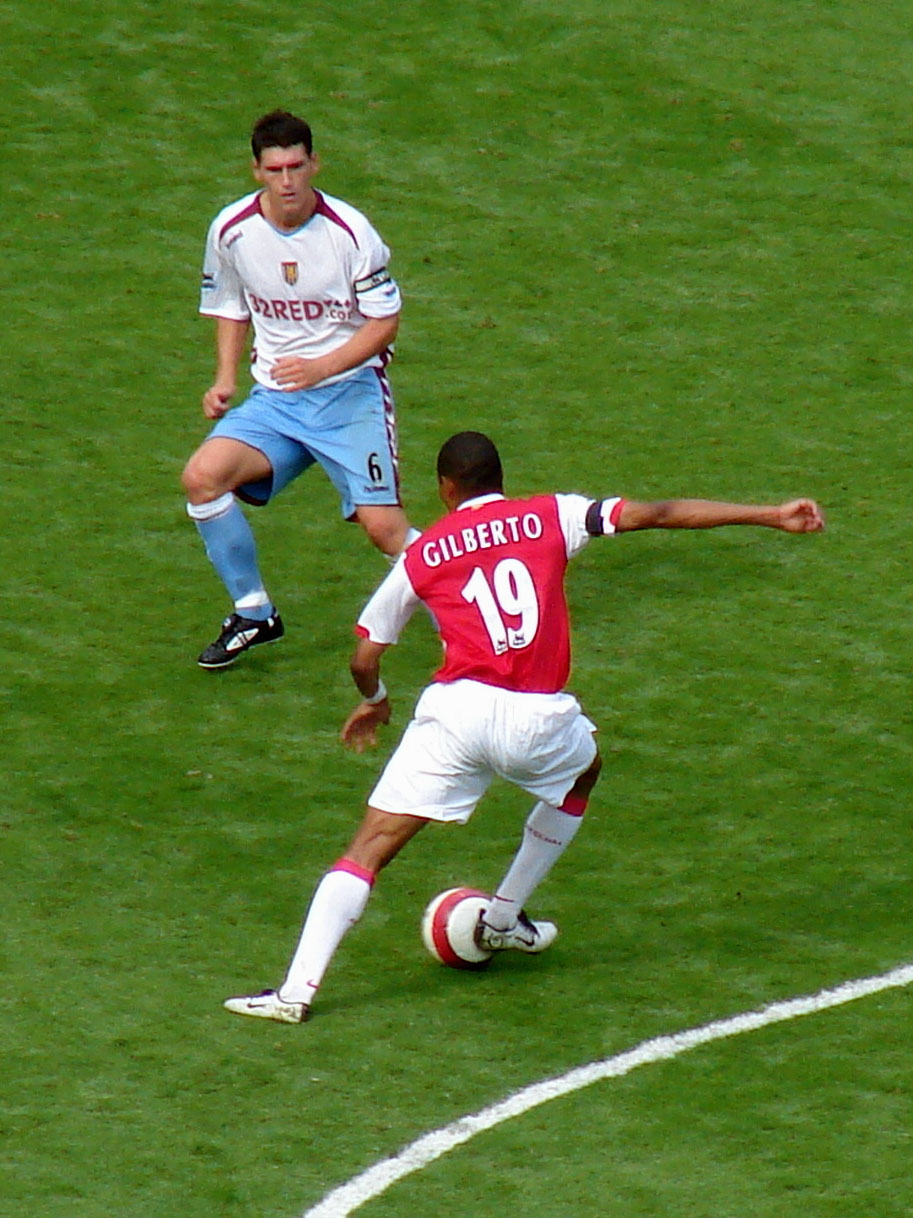
Gilberto (a la derecha) encara al antiguo capitán del Aston Villa, Gareth Barry

Cuando acabaron los problemas legales empezó la temporada 2005/06. Tras la marcha del centrocampista y capitán del equipo Patrick Vieira, Gilberto se convirtió en uno de los miembros más antiguos de la plantilla. Al poco de empezar la temporada, en septiembre de 2005, su deseo de prolongar su carrera en el club le llevó a extender contrato con el Arsenal hasta junio de 2009. Un mes más tarde su lealtad fue recompensada, el 18 de octubre de 2005, cuando Gilberto hizo su primera aparición con el Arsenal como capitán, contra el Sparta de Praga. Aunque tuvo un periodo de baja forma durante los meses de invierno de la temporada, sus buenas actuaciones defensivas en las últimas fases de la Liga de Campeones (en particular, los partidos frente al Real Madrid, Juventus y Villarreal) le hicieron ganarse elogios. El 17 de mayo de 2006 Gilberto jugó con el Arsenal en la final de la Liga de Campeones contra el F. C. Barcelona, perdiendo por 2-1.
Tras la marcha del defensa Sol Campbell y la retirada del delantero Dennis Bergkamp en el verano de 2006, se anunció a Gilberto como vicecapitán del Arsenal para la temporada 2006/07. Empezó bien la temporada, marcando el primer gol en el DSB Stadion danés en un amistoso de pretemporada. Marcó el primer gol en partido oficial en el Emirates Stadium en un empate por 1-1 ante al Aston Villa. Su buena forma continuó para el Arsenal marcando varios goles en liga, cosechando elogios por sus buenas actuaciones como capitán suplente mientras Thierry Henry estaba lesionado. Gilberto y su agente (Paulo Villana) reiteraron el deseo del jugador de ampliar su contrato con los Gunners. Mientras tanto, la buena forma de Gilberto se mantuvo durante la segunda mitad de la temporada. Aunque el Arsenal solo consiguió el cuarto puesto en liga, acabó la temporada como el segundo máximo anotador del Arsenal con 10 goles en la Premier League. La explicación para su inusual marca goleadora fue el hecho de que Henry sufrió dos lesiones de larga duración, en las que Gilberto ascendió a capitán y tiró los penaltis. El récord goleador de Gilberto junto con su propia buena forma en el centro del campo y su liderazgo de la joven escuadra de Wenger llevó a algunos aficionados del Arsenal y expertos del fútbol a nombrar a Gilberto mejor jugador de la temporada del Arsenal, y uno de los mejores de la Premier League.

### Panathinaikos
En el año 2008, Gilberto Silva es traspasado a la liga griega, al Panathinaikos Fútbol Club, en donde está hasta el año 2011 en el que vuelve a Brasil.

### Grêmio
En su vuelta a Brasil ficha por el Grêmio Foot-Ball Porto Alegrense, club en el que juega casi todos los partidos convirtiéndose en una de las figuras del equipo y compartiendo el mediocampo con su excompañero de selección Elano.

### Atlético Mineiro
A pesar de que el Grêmio clasificó a la Copa Libertadores para 2013, Gilberto volvió al club que lo vio nacer para jugar ese año.

## Selección nacional

### Participaciones en Copas del Mundo
| Copa              | Sede                | Resultado        | Partidos | Goles |
| ----------------- | ------------------- | ---------------- | -------- | ----- |
| Copa Mundial 2002 | Corea del Sur Japón | Campeón          | 7        | 0     |
| Copa Mundial 2006 | Alemania            | Cuartos de final | 3        | 0     |
| Copa Mundial 2010 | Sudáfrica           | Cuartos de final | 5        | 0     |

### Participaciones en Copa Confederaciones
| Copa                      | Sede      | Resultado | Partidos | Goles |
| ------------------------- | --------- | --------- | -------- | ----- |
| Copa Confederaciones 2005 | Alemania  | Campeón   | 1        | 0     |
| Copa Confederaciones 2009 | Sudáfrica | Campeón   | 5        | 0     |

### Participaciones en Copa América
| Copa              | Sede      | Resultado | Partidos | Goles |
| ----------------- | --------- | --------- | -------- | ----- |
| Copa América 2007 | Venezuela | Campeón   | 5        | 0     |

## Estadísticas

### Clubes
| Club | Temporada     | Div.          | Liga  | Liga  | Liga estatal(1) | Liga estatal(1) | Copas nacionales(2) | Copas nacionales(2) | Copa de la Liga(3) | Copa de la Liga(3) | Torneos internacionales(4) | Torneos internacionales(4) | Otros(5) | Otros(5) | Total | Total |
| Club | Temporada     | Div.          | Part. | Goles | Part.           | Goles           | Part.               | Goles               | Part.              | Goles              | Part.                      | Goles                      | Part.    | Goles    | Part. | Goles |
| --- | ------------- | ------------- | ----- | ----- | --------------- | --------------- | ------------------- | ------------------- | ------------------ | ------------------ | -------------------------- | -------------------------- | -------- | -------- | ----- | ----- |
| América Mineiro · Brasil | 1997          | 2.ª           | 8     | 0     | 3               | 0               | 0                   | 0                   | —                  | —                  | —                          | —                          | —        | —        | 11    | 0     |
| América Mineiro · Brasil | 1998          | 1.ª           | 20    | 1     | 1               | 0               | 2                   | 0                   | —                  | —                  | —                          | —                          | —        | —        | 23    | 1     |
| América Mineiro · Brasil | 1999          | 2.ª           | —     | —     | 17              | 1               | 3                   | 0                   | —                  | —                  | —                          | —                          | 6        | 1        | 26    | 2     |
| América Mineiro · Brasil | Total         | Total         | 28    | 1     | 21              | 1               | 5                   | 0                   | —                  | —                  | —                          | —                          | 6        | 1        | 60    | 3     |
| Atlético Mineiro · Brasil | 2000          | 1.ª           | 3     | 0     | 11              | 1               | 6                   | 0                   | —                  | —                  | 8                          | 0                          | 6        | 0        | 34    | 1     |
| Atlético Mineiro · Brasil | 2001          | 1.ª           | 26    | 3     | 4               | 2               | 0                   | 0                   | —                  | —                  | —                          | —                          | 2        | 0        | 32    | 5     |
| Atlético Mineiro · Brasil | 2002          | 1.ª           | 0     | 0     | 0               | 0               | 6                   | 0                   | —                  | —                  | —                          | —                          | 15       | 2        | 21    | 2     |
| Atlético Mineiro · Brasil | Total         | Total         | 29    | 3     | 15              | 3               | 12                  | 0                   | —                  | —                  | 8                          | 0                          | 23       | 2        | 87    | 8     |
| Arsenal F. C. Inglaterra | 2002-03       | 1.ª           | 35    | 0     | —               | —               | 3                   | 0                   | 0                  | 0                  | 12                         | 2                          | 1        | 1        | 51    | 3     |
| Arsenal F. C. Inglaterra | 2003-04       | 1.ª           | 32    | 4     | —               | —               | 3                   | 0                   | 1                  | 0                  | 8                          | 0                          | 1        | 0        | 45    | 4     |
| Arsenal F. C. Inglaterra | 2004-05       | 1.ª           | 13    | 0     | —               | —               | 2                   | 0                   | 0                  | 0                  | 1                          | 0                          | 1        | 1        | 17    | 1     |
| Arsenal F. C. Inglaterra | 2005-06       | 1.ª           | 33    | 2     | —               | —               | 1                   | 0                   | 3                  | 1                  | 10                         | 1                          | 1        | 0        | 48    | 4     |
| Arsenal F. C. Inglaterra | 2006-07       | 1.ª           | 34    | 10    | —               | —               | 3                   | 0                   | 1                  | 0                  | 9                          | 1                          | —        | —        | 47    | 11    |
| Arsenal F. C. Inglaterra | 2007-08       | 1.ª           | 23    | 1     | —               | —               | 3                   | 0                   | 3                  | 0                  | 7                          | 0                          | —        | —        | 36    | 1     |
| Arsenal F. C. Inglaterra | Total         | Total         | 170   | 17    | —               | —               | 15                  | 0                   | 8                  | 1                  | 47                         | 4                          | 4        | 2        | 244   | 24    |
| Panathinaikos F. C. · Grecia | 2008-09       | 1.ª           | 29    | 3     | —               | —               | 2                   | 0                   | —                  | —                  | 11                         | 0                          | —        | —        | 42    | 3     |
| Panathinaikos F. C. · Grecia | 2009-10       | 1.ª           | 24    | 0     | —               | —               | 3                   | 0                   | —                  | —                  | 13                         | 0                          | —        | —        | 40    | 0     |
| Panathinaikos F. C. · Grecia | 2010-11       | 1.ª           | 30    | 2     | —               | —               | 2                   | 1                   | —                  | —                  | 5                          | 0                          | —        | —        | 37    | 3     |
| Panathinaikos F. C. · Grecia | Total         | Total         | 83    | 5     | —               | —               | 7                   | 1                   | —                  | —                  | 29                         | 0                          | —        | —        | 119   | 6     |
| Grêmio F. B. P. A. · Brasil | 2011          | 1.ª           | 21    | 1     | 0               | 0               | 0                   | 0                   | —                  | —                  | 0                          | 0                          | —        | —        | 21    | 1     |
| Grêmio F. B. P. A. · Brasil | 2012          | 1.ª           | 26    | 0     | 15              | 1               | 8                   | 0                   | —                  | —                  | 4                          | 0                          | —        | —        | 53    | 1     |
| Grêmio F. B. P. A. · Brasil | Total         | Total         | 47    | 1     | 15              | 1               | 8                   | 0                   | —                  | —                  | 4                          | 0                          | —        | —        | 74    | 2     |
| Atlético Mineiro · Brasil | 2013          | 1.ª           | 9     | 0     | 11              | 1               | 0                   | 0                   | —                  | —                  | 7                          | 0                          | —        | —        | 27    | 1     |
| Total carrera | Total carrera | Total carrera | 366   | 27    | 62              | 6               | 47                  | 1                   | 8                  | 1                  | 95                         | 4                          | 33       | 5        | 611   | 44    |
| (1) Incluye datos del Campeonato Mineiro y Campeonato Gaúcho. (2) Incluye datos de la Copa de Brasil, FA Cup y Copa de Grecia. (3) Incluye datos de la Copa de la Liga de Inglaterra. (4) Incluye datos de la Copa Libertadores, Copa Mercosur, Liga de Campeones, Liga Europa y Copa Sudamericana. (5) Incluye datos de la Copa Centro-Oeste, Copa Sul-Minas y Community Shield. |               |               |       |       |                 |                 |                     |                     |                    |                    |                            |                            |          |          |       |       |

## Palmarés

### Campeonatos estatales
| Título             | Club             | Sede           | Año  |
| ------------------ | ---------------- | -------------- | ---- |
| Campeonato Mineiro | Atlético Mineiro | Belo Horizonte | 2000 |
| Campeonato Mineiro | Atlético Mineiro | Belo Horizonte | 2013 |

### Títulos nacionales
| Título              | Club                | País       | Año  |
| ------------------- | ------------------- | ---------- | ---- |
| Serie B             | América Mineiro     | Brasil     | 1997 |
| Community Shield    | Arsenal F. C.       | Inglaterra | 2002 |
| FA Cup              | Arsenal F. C.       | Inglaterra | 2003 |
| Premier League      | Arsenal F. C.       | Inglaterra | 2004 |
| Community Shield    | Arsenal F. C.       | Inglaterra | 2004 |
| FA Cup              | Arsenal F. C.       | Inglaterra | 2005 |
| Superliga de Grecia | Panathinaikos F. C. | Grecia     | 2010 |
| Copa de Grecia      | Panathinaikos F. C. | Grecia     | 2010 |

### Títulos internacionales
| Título                 | Club                         | Sede                | Año  |
| ---------------------- | ---------------------------- | ------------------- | ---- |
| Copa Mundial de Fútbol | Selección de Brasil          | Corea del Sur Japón | 2002 |
| Copa Confederaciones   | Selección de Brasil          | Alemania            | 2005 |
| Copa América           | Selección de Brasil          | Venezuela           | 2007 |
| Juegos Olímpicos       | Selección olímpica de Brasil | Pekín               | 2008 |
| Copa Confederaciones   | Selección de Brasil          | Sudáfrica           | 2009 |
| Copa Libertadores      | Atlético Mineiro             | Belo Horizonte      | 2013 |